# جروم پولنز
جروم پولنز (انگلیسی: Jérome Polenz؛ زادهٔ ۷ نوامبر ۱۹۸۶) بازیکن فوتبال اهل آلمان است.
از باشگاه‌هایی که در آن بازی کرده‌است می‌توان به باشگاه فوتبال آلمانیا آخن، باشگاه فوتبال یونیون برلین، باشگاه فوتبال وسترن سیدنی واندررز، باشگاه ورزشی وردر برمن، و باشگاه فوتبال بریزبن رور اشاره کرد.
وی همچنین در تیم‌های ملی فوتبال جوانان آلمان، و جوانان آلمان، بازی کرده‌است.